# Erna Lechner
Erna Lechner (* 13. Oktober 1940 als Erna Kneißl; † 21. November 2022 in Niclasreuth) war eine bayerische Landwirtin. Ab 1997 war sie beim Bayerischen Bauernverband "Bezirksbäuerin" von Oberbayern. Bei ihrer Pensionierung wurde sie zur Ehrenbezirksbäuerin ernannt.

## Leben
Lechner wurde als ältestes von vier Kindern geboren und wuchs im Landkreis Friedberg auf. Im Alter von 17 Jahren verließ sie ihr Elternhaus und arbeitete über ein Jahr lang als Haushälterin in Großbritannien und Schweden. Nach ihrer Rückkehr besuchte sie in Ebersberg die Landwirtschaftsschule und ließ sich zur landwirtschaftlichen Hauswirtschafterin ausbilden. Im Anschluss arbeitete sie in verschiedenen Anstellungen. Schließlich heiratete sie 1971 den Landwirt Josef Lechner, den sie auf einem Ehemaligenball kennengelernt hatte, und ließ sich in Niclasreuth (Gemeinde Aßling) nieder.
Neben der Bewirtschaftung des eigenen Hofs begann Lechner sich ehrenamtlich in sozialen Belangen zu engagieren. 1974 gründete sie in Niclasreuth ein Jugendhaus. Sie war Vorsitzende der Frauengruppe des Verbandes landwirtschaftlicher Fachschulabsolventen, ehrenamtliche Richterin am Finanzgericht und war im Bauernverband zunächst als Kreisbäuerin, ab 1997 als oberbayerische Bezirksbäuerin tätig. Zusammen mit ihrem Mann bildete sie außerdem etwa 30 Lehrlinge aus. Nach einem Schlaganfall ihres Mannes übergab Lechner den Hof an eine ihrer beiden Töchter. Sie selbst blieb in dem von ihr gegründeten Jugendhaus aktiv, solange es ihre Gesundheit erlaubte.
In Würdigung ihres besonderen bürgerschaftlichen Engagements verlieh ihr der bayerische Ministerpräsident Edmund Stoiber am 5. Juli 2006 den Bayerischen Verdienstorden. Bereits 1993 erhielt sie außerdem den Verdienstorden der Bundesrepublik Deutschland.